# Mermiglossa
Mermiglossa is een geslacht van vliesvleugelige insecten uit de familie Andrenidae

## Soorten
- M. rufa Friese, 1912